# Jacques Mayol
Jacques Mayol (n. 1 aprilie 1927, Shanghai, Republica Chineză – d. 22 decembrie 2001, Capoliveri, Toscana, Italia) a fost un scufundător în apnee francez.
Născut în Shangai, în 1939, la începutul celui de-al Doilea Război Mondial, se află la Marsilia, împreună cu fratele său Pierre Mayol, unde face numeroase scufundări în apnee și vânătoare subacvatică cu arbalete de construcție proprie.
La șaptesprezece ani, decide să se înroleze în aviația militară a SUA, dar, este dezamăgit, și revine la Marsilia în 1945, unde petrece mare parte din timp făcând scufundări în apnee cu Albert Falco, care mai târziu devine căpitan pe nava Calypso a lui Jacques-Yves Cousteau.
Atras de Suedia, în 1948 Mayol pleacă în această țară, unde se căsătorește câțiva ani mai târziu, cu Vibeke Wadsholt Boje (Vicky) cu care a avut un fiu și o fiică (Pedro și Dottie).
Însă, cu timpul, Mayol consideră familia sa ca fiind un obstacol în calea proiectelor sale personale și în consecință în anul 1957 se stabilește la Miami, Florida.
Fascinația lui Mayol pentru delfini a început pe când lucra ca scafandru la întreținerea unui acvariu în Miami. Aici a întâlnit un delfin femelă numită Clown și a format o legătură strânsă cu ea. Imitând-o pe Clown, el a învățat cum să-și țină respirația un timp îndelungat și cum să se comporte și să se integreze în mediul subacvatic.
Mayol își îmbunătățește tehnica de scufundare în apnee datorită numeroaselor scufundări pe care le face în compania delfinului Clown.
În anul 1966 în Bahamas, întâlnește pe Enzo Maiorca ocazie cu care depășește propriul record, cu o scufundare de 60 de metri.
Jacques Mayol este primul scufundător în apnee ce reușește să coboare la adâncimea de 100 de metri, în noiembrie 1976, lângă insula Elba. El deschide astfel calea pentru numeroși scufundători în apnee, într-o perioadă în care această disciplină nu era încă recunoscută ca sport de performanță.
Între 1966 și 1983, Mayol a fost de opt ori campion mondial la categoria no-limit (scufundătorul coboară până la cea mai mare adâncime cu o placă lestată, urcarea fiind efectuată cu ajutorul unui balon subacvatic special).
În 1981 stabilește un record mondial la adâncimea de 61 m la categoria greutate constantă, cu labe de înot.
În 1976 Mayol depășește bariera de 100 m, cu o scufundare de 101 m, lângă Elba. Testele au arătat că în cursul acestei scufundări, ritmul lui cardiac a scăzut de la 60 la 27 bătăi/minut, ce reprezintă un aspect al reflexului mamar de scufundare al mamiferelor marine și care este mai evident la balene, foci, și delfini.
Mayol efectuează ultima sa scufundare profundă în anul 1983, când atinge adâncimea de 105 m, la vârsta de 56 de ani.
Tehnica de scufundare a lui Mayol era bazată în special pe abilitatea de a folosi la maxim capacitatea pulmonară de care dispunea împreună cu o foarte bună pregătire psihologică și concentrare și mai puțin pe forța musculară.
Jacques Mayol a estimat că, în scurt timp, vor fi scufundători capabili să se scufunde la adâncimea de 200 m și să-și țină respirația până la zece minute. În prezent, recordul de scufundare no-limit este de 214 m (Herbert Nitsch, iunie 2007) și de 11 minute și 35 secunde pentru apnee statică (Stephane Mifsud, iunie 2009).
În anul 2001, Mayol trece printr-o perioadă de profundă depresie și se sinucide prin spânzurare în casa sa de pe insula Elba, unde a trăit timp de peste treizeci de ani. Cenușa sa a fost împrăștiată în largul coastei din Toscana, conform mesajului lăsat.
O placă în memoria sa a fost plasată în apropierea monumentului de la Yonaguni, Japonia, un sit arheologic subacvatic din apropierea orașului roman submarin pe care Mayol l-a explorat în scufundare în apnee. De asemenea, în largul insulei Elba s-a ridicat un monument situat la o adâncime de aproximativ 16 m.
Filmul The Big Blue (Marele Albastru), regizat de Luc Besson în 1988, a fost inspirat din povestea vieții sale și a lui Enzo Maiorca. Mayol a fost unul dintre scenariști.
Martin Eden de Jack London a fost cartea preferată pe tot parcursul vieții sale.

## Recorduri
- 1966 : - 60 m
- 1976 : - 100 m
- 1983 : - 105 m (la 55 ani)

## Cărți publicate
- Pierre Mayol et Patrick Mouton, Jacques Mayol l'homme dauphin, Arthaud, 2003, 254 p. (ISBN 2-7003-13445)
- Jacques Mayol et Pierre Mayol, Les dix rois de la mer, roman, Editions Jeanne Laffitte, 1989, 231 p. (ISBN 2-86276-179-6)
- Jacques Mayol, Homo Delphinus, Glénat, 1986, 220 p. (ISBN 2-7234-0732-2) În principala sa carte, Mayol expune propriile teorii despre relația omului cu marea.